# Evius albicoxae
Evius albicoxae là một loài bướm đêm thuộc phân họ Arctiinae, họ Erebidae.